# Championnat d'Inde de football 2021-2022
Ne doit pas être confondu avec Indian Super League 2021-2022.
Navigation
Saison précédente Saison suivante
La saison 2021-2022 du championnat d'Inde de football est la 26e édition du championnat national de première division indienne. Les équipes sont regroupées au sein d'une poule unique, où elles rencontrent leurs adversaires une fois. À l'issue de ce premier tour le championnat est scindé en deux. 

## Déroulement de la saison
A cause de la pandémie de Covid-19, le dernier championnat a été écourté, avec une nouvelle formule. Le format de la saison passée est reconduit cette saison. Les équipes se rencontrent une fois dans un premier tour, ensuite les sept premiers se retrouvent dans un mini-championnat où elles emportent les points acquis au premier tour.
Les six derniers se retrouvent dans un autre mini-championnat pour décider du club qui sera relégué en deuxième division.
Le Chennai City est exclu de la compétition avant la saison, il est remplacé par Kenkre FC.
En raison des mesures sanitaires tous les matchs se jouent à Calcutta.
Le championnat commence le 26 décembre 2021, quatre jours plus tard il est arrêté à cause de la situation sanitaire.

## Compétition
Le classement est établi sur le barème de points classique (victoire à 3 points, match nul à 1, défaite à 0).

### Premier tour
| Rang | Équipe                   | Pts | J  | G | N | P  | Bp | Bc | Diff |
| ---- | ------------------------ | --- | -- | - | - | -- | -- | -- | ---- |
| 1    | Gokulam KeralaT          | 30  | 12 | 9 | 3 | 0  | 33 | 10 | +23  |
| 2    | Mohammedan Sporting Club | 26  | 12 | 8 | 2 | 2  | 23 | 12 | +11  |
| 3    | Punjab FC                | 23  | 12 | 7 | 2 | 3  | 25 | 17 | +8   |
| 4    | Sreenidi Deccan FC P     | 21  | 12 | 6 | 3 | 3  | 18 | 14 | +4   |
| 5    | Churchill Brothers       | 20  | 12 | 6 | 2 | 4  | 16 | 15 | +1   |
| 6    | NEROCA                   | 18  | 12 | 4 | 6 | 2  | 17 | 16 | +1   |
| 7    | Rajasthan United FC P    | 16  | 12 | 3 | 7 | 2  | 10 | 8  | +2   |
| 8    | Real Kashmir             | 13  | 12 | 2 | 7 | 3  | 18 | 22 | -4   |
| 9    | TRAU FC                  | 12  | 12 | 3 | 3 | 6  | 12 | 15 | -3   |
| 10   | Aizawl                   | 12  | 12 | 4 | 0 | 8  | 15 | 19 | -4   |
| 11   | Sudeva Delhi FC          | 10  | 12 | 2 | 4 | 6  | 9  | 16 | -7   |
| 12   | Indian Arrows            | 9   | 12 | 2 | 3 | 7  | 6  | 20 | -14  |
| 13   | Kenkre FC P              | 2   | 12 | 0 | 2 | 10 | 6  | 24 | -18  |

|  | Qualification pour le play-off championnat                                          |
|  | T : Tenant du titre C : Vainqueur de la Coupe d'Inde P : Promu de deuxième division |

- Indian Arrows et Sudeva Delhi FC étant des équipes de la fédération, elles ne peuvent être reléguées.

### Play off championnat
| Rang | Équipe                   | Pts | J  | G  | N | P | Bp | Bc | Diff |
| ---- | ------------------------ | --- | -- | -- | - | - | -- | -- | ---- |
| 1    | Gokulam KeralaT          | 43  | 18 | 13 | 4 | 1 | 44 | 15 | +29  |
| 2    | Mohammedan Sporting Club | 37  | 18 | 11 | 4 | 3 | 34 | 18 | +16  |
| 3    | Sreenidi Deccan FC P     | 32  | 18 | 9  | 5 | 4 | 27 | 19 | +8   |
| 4    | Churchill Brothers       | 30  | 18 | 9  | 3 | 6 | 24 | 22 | +2   |
| 5    | Punjab FC                | 28  | 18 | 8  | 4 | 6 | 33 | 29 | +4   |
| 6    | Rajasthan United FC P    | 22  | 18 | 5  | 7 | 6 | 16 | 16 | 0    |
| 7    | NEROCA                   | 20  | 18 | 4  | 8 | 6 | 21 | 30 | -9   |

|  | Qualification pour la coupe de l'AFC 2023-2024                                      |
|  | T : Tenant du titre C : Vainqueur de la Coupe d'Inde P : Promu de deuxième division |

### Play off relégation
| Rang | Équipe          | Pts | J  | G | N | P  | Bp | Bc | Diff |
| ---- | --------------- | --- | -- | - | - | -- | -- | -- | ---- |
| 8    | Aizawl          | 21  | 17 | 7 | 0 | 10 | 23 | 26 | -3   |
| 9    | TRAU FC         | 18  | 17 | 4 | 6 | 7  | 15 | 17 | -2   |
| 10   | Indian Arrows   | 17  | 17 | 4 | 5 | 8  | 10 | 23 | -13  |
| 11   | Sudeva Delhi FC | 17  | 17 | 5 | 5 | 8  | 13 | 23 | -10  |
| 12   | Real Kashmir    | 14  | 17 | 2 | 8 | 7  | 23 | 31 | -8   |
| 13   | Kenkre FC P     | 12  | 17 | 3 | 3 | 11 | 11 | 25 | -14  |

|  | Relégation en deuxième division |

## Bilan de la saison
| Championnat d'Inde de football 2021-2022 |                           |
| Champion                                 | Gokulam Kerala (2e titre) |
| Qualifications continentales             |                           |
| Coupe de l'AFC 2023                      | Gokulam Kerala            |
| Promotions et relégations                |                           |
| Promus en I-League                       |                           |
| Relégués en I-League 2e division         | Kenkre FC                 |